# 니스 모형
니스 모형(Nice model, 프랑스어: Nice)은 태양계의 역학적 진화에 대한 하나의 모형으로, 2005년 모형이 처음 개발된 코트다쥐르 천문대의 위치인 프랑스의 도시 니스의 이름을 땄다. 니스 모형은 목성형 행성이 원시 행성계 원반의 소멸 이후 기존의 밀집 분포에서 행성 이동을 통해 현재의 위치로 옮겨갔다는 내용으로, 태양계 형성에 대한 기존 모형과 다르다. 행성 이동은 후기 대폭격, 오르트 구름의 형성, 카이퍼대와 목성 트로이군의 형성, 공명 해왕성 바깥 천체의 존재에 대한 설명을 위해 도입되었다. 니스 모형은 관측되는 태양계의 모습 대부분을 재현해 낼 수 있어 현재 가장 가능성이 높은 모형으로 받아들여지고 있으나, 이후 연구에서 지구형 행성과 소행성의 궤도 등, 니스 모형에서의 예측과 현재 태양계의 차이가 발견되어, 모형 일부가 수정되었다.

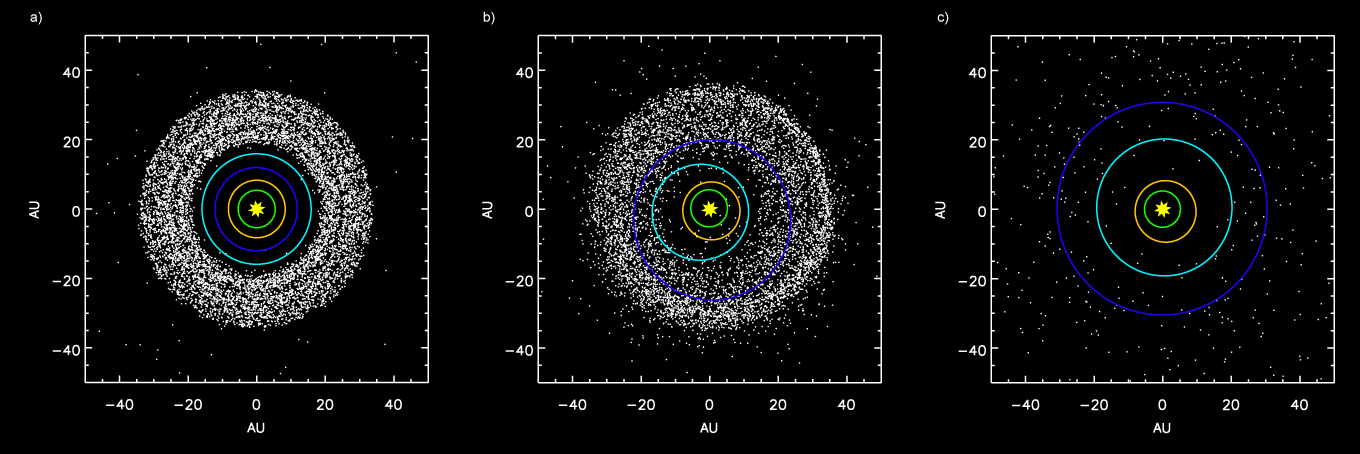
외행성과 미행성대를 보여주는 시뮬레이션으로, a) 목성과 토성이 2:1 공명에 이르기 전의 설정, b) 해왕성(짙은 파랑)과 천왕성(옅은 파랑)의 궤도 이동 이후 내태양계에서의 미행성 산란, c) 행성에 의한 미행성의 방출 이후를 보여주고 있다.

## 내용
니스 모형의 기초는 2005년 네이처에 실린 세 논문에서 유래했으며, 여러 과학자의 국제 협력을 통해 만들어졌다. 이 논문의 주요 내용은, 원시 태양계 원반에서 먼지와 기체가 사라진 직후 목성형 행성 4개는 현재보다 더 가깝고 밀집된, 5.5 ~ 17 AU 근방의 원 궤도를 돌고 있었으며, 먼지와 얼음으로 이루어진 미행성 무리는 마지막 목성형 행성이 있는 궤도부터 35 AU 지점까지 퍼져 있었다는 것이다.

### 태양계 형성
니스 모형에 따른 행성계 형성 과정은 다음과 같다.
미행성대의 안쪽에 있는 미행성들은 바깥쪽의 목성형 행성과 중력적인 상호작용을 통해 각운동량을 교환하며, 미행성을 태양계 안쪽으로 흩뿌리며 반작용으로 행성이 바깥으로 향하게 된다. 이 과정은 행성별로 차례차례 반복되어, 토성, 천왕성, 해왕성이 태양계 바깥쪽으로 이동하게 된다. 목성은 다른 행성에 비해 중력이 세기 때문에, 미행성이 목성과 만나면 미행성은 이심률이 높은 궤도로 옮겨가거나 태양계 바깥으로 튕겨나가게 되며, 반작용으로 목성은 태양계 안쪽으로 이동한다.
몇억 년에 걸친 이동 과정을 거치며 목성과 토성은 2:1 궤도 공명에 들어가게 되며, 결과적으로 두 행성의 궤도 이심률이 증가해 태양계 전체의 안정성이 붕괴한다. 목성형 행성의 배치는 급격하게 변화한다. 목성의 중력적 영향을 받아 토성은 현재 토성의 위치까지 밀려나게 되고, 천왕성과 해왕성은 토성의 영향으로 바깥으로 더 밀려나 바깥쪽의 안정한 미행성대로 진입하여, 미행성을 대량으로 산란시키며, 이 과정으로 미행성대는 99% 산란되어 거의 사라지다시피 하게 된다. 이 시나리오는 현재 해왕성 바깥 천체의 구성원 수가 적은 이유를 설명하며, 산란된 미행성의 일부는 내태양계로 진입하여 후기 대폭격을 일으켰다고 연관시킬 수 있다.
목성형 행성은 결과적으로 현재의 위치까지 이동하며, 천왕성과 해왕성은 남아있는 미행성대 일부와 중력적 마찰을 일으켜 궤도 형태가 다시 원 궤도로 바뀐다. 모형 일부에서는 천왕성과 해왕성의 위치가 교체된다고 설명하는데, 이는 원시 행성계 원반의 밀도가 태양과의 거리가 멀어질수록 감소하여, 생성되는 행성의 크기가 감소할 것이라는 예측과의 일관성을 위해서이다.

니스 모형에 따라 시뮬레이션한 네 목성형 행성의 행성 이동.

## 태양계의 모습
초기 조건을 다르게 설정하여 태양계의 모습을 시뮬레이션하면 매우 다양한 모습이 산출되며, 니스 모형에서 초기 조건은 변할 수 있으므로, 천체의 수와 궤도의 모습은 조건마다 독특하게 나타난다.
초기 태양계의 진화를 직접 관찰할 수는 없으므로, 모형을 증명하는 것은 아주 어렵다. 하지만 시뮬레이션의 결과와 현재 태양계의 모습을 비교함으로서 모형의 정확성을 측정할 수 있으며, 현재는 니스 모형을 통해 계산한 태양계의 모습이 현재 천문 관측 결과와 제일 잘 일치한다.

### 후기 대폭격
달 및 다른 지구형 행성에 남아있는 충돌구는 후기 대폭격의 대표적인 증거로, 태양계가 형성된 후 6억 년 후에 행성과 충돌한 소행성의 수가 급증한 현상이다. 니스 모형에서는 초기에 외곽의 미행성대가 천왕성 및 해왕성의 영향으로 흐트러져 내행성의 궤도로 침투하여 얼음 미행성에 의한 충돌이 급증하고, 이후 목성형 행성의 영향으로 소행성대의 소행성도 태양계 안쪽으로 향해 암석질 미행성과의 충돌이 급증한다. 이 과정을 통해 달과 충돌하리라 예상되는 미행성 수는 후기 대폭격의 충돌구 기록에서 계산되는 수와 비슷하지만, 남아있는 소행성의 분포는 계산이 관측에 부합하지 않는다.
후기 대폭격으로 인해 목성의 위성 가니메데에서는 행성 분화가 촉진되었지만, 칼리스토에서는 행성 분화가 일어나지 않았다. 토성의 위성에는 얼음 미행성이 대량으로 충돌했지만, 결과적으로 얼음은 모두 승화되어 없어졌다.

### 트로이군 및 소행성대
목성과 토성이 2:1 궤도 공명에 들어가면 두 행성의 중력 교란으로 목성과 천왕성의 L4 및 L5에 있는 트로이군 천체가 탈출하고, 바깥쪽 미행성대에서 새로운 천체가 포획된다. 트로이군 천체는 칭동을 겪고, 주기적으로 L4 및 L5 지점으로 이동한다. 목성과 토성이 서로 가깝게 위치하지만 공명을 일으키지 않을 때는 목성과 토성이 접근하는 지점이 서서히 순환하는데, 이 순환의 주기와 트로이군의 칭동 주기가 공명을 일으킬 경우 트로이군 상태를 벗어날 정도까지 칭동이 커진다. 결과적으로 트로이군 공공전 지역은 역학적 개방 상태가 되어, 천체가 이 지역에 자유롭게 진입 및 탈출할 수 있다. 최초의 트로이군은 다수 탈출하고 교란을 겪은 미행성대 천체가 트로이군이 되며, 목성과 토성이 멀리 떨어져 트로이군 지역이 역학적 폐쇄 상태가 되면 트로이군 지역에 있는 미행성이 포획되어, 현재까지 남아있게 된다. 포획된 트로이군의 궤도 경사는 행성과의 잦은 접근이 원인이라고 설명할 수 있다. 시뮬레이션으로 산출된 트로이군의 칭동각과 궤도 이심률은 현대의 목성 트로이군 궤도와 일치한다. 시뮬레이션에서 이 과정과 비슷하게 해왕성 트로이군이 형성된다.
목성이 안쪽으로 이동할 때 많은 미행성이 목성과의 궤도 공명에 포획되었을 수 있다. 3:2 공명에 남은 소행성은 힐다족을 형성하고, 궤도 긴반지름이 2.6 AU보다 크면 소행성대 바깥쪽의 안정한 궤도에 진입하였다. 포획된 천체끼리는 서로 충돌을 겪으며 크기가 지속적으로 작아져, 야르콥스키 효과와 포인팅-로버트슨 효과를 받으며 점점 태양 쪽으로 향하게 되며, 결과적으로 소행성대의 질량 90% 가량이 사라지게 된다. 현재 존재하는 소행성의 크기-빈도 분포는 이 과정을 따랐을 때의 예상치와 일치한다.

### 외태양계 위성
강착 원반과 관련된, 고전적인 방법으로 형성된 불규칙 위성은 불안정성이 큰 기간 동안 사라질 가능성이 높다. 니스 모형에서는 천왕성 및 해왕성이 미행성대에 진입하며 미행성대가 교란을 겪으며, 미행성 일부는 이 과정 중 행성에 포획될 수 있다. 임의의 미행성이 행성에 포획될 확률은 계산 결과 비교적 높은 10−7로 밝혀졌다. 이 과정을 통하면 위성의 포획은 어떠한 각도로도 일어날 수 있으며, 따라서 규칙 위성과 다르게 행성의 적도면과 궤도면이 비슷할 이유가 없다. 결과적으로 형성되는 불규칙 위성의 궤도는 현대 관측과 부합한다. 포획된 위성 간의 충돌을 통해 현재 관측되는 위성군이 형성되었을 것으로 추정되며, 이론적으로도 현대의 위성 분포를 설명하기 위해서도 충돌이 필요하다.
트리톤은 두 미행성의 상호작용으로 포획된 것으로 추정되기도 하는데, 트리톤은 태양계 형성 초기에 기체의 감속 효과로 포획되었을 가능성이 더 높다는 점에서 의문의 여지가 크다.
시뮬레이션 상으로 태양계를 만들어낼 수 있는 조건에서는 목성의 불규칙 위성이 형성되지 못하는데, 이는 현재 알려지지 않은 제2의 작용 기전이 존재하거나 시뮬레이션에서 기체 행성의 궤도 변화를 충분히 재현하지 못한다는 뜻으로 보여지고 있다.

### 카이퍼대의 형성
태양계 외곽 지역을 설명하기 위해서도 외행성의 이동을 가정할 수 있다. 카이퍼대는 원래 바깥쪽 끝이 30 AU, 안쪽 끝이 천왕성 및 해왕성의 위치인 15~20 AU밖에 되지 않을 정도로 태양과 가까이 있었고, 행성 간의 섭동으로 해왕성이 카이퍼대로 들어오면 2:1 궤도 공명으로 카이퍼대 전체가 뒤흔들리고, 미행성이 바깥쪽으로 이동한다. 역학적 마찰로 해왕성의 궤도가 원형으로 변하면 밀려난 궤도에서 고정된다. 이 지역은 해왕성과 짧게 상호작용하며 궤도 경사가 크게 바뀌지 않기 때문에, 역학적으로 차가운 지역(Dynamically-cold belt)이라고 부른다. 해왕성의 궤도 이심률이 줄어들면 고자이 메커니즘을 통해 일부 미행성의 궤도 경사가 증가하고, 나머지는 해왕성과의 궤도 공명을 이룬다. 이 두 경우는 역학적으로 뜨거운 지역(Dynamically-hot belt)를 이루며, 궤도 이심률과 경사가 큰 경향을 보인다.
하지만 이 방식으로 설명한 해왕성의 궤도 및 카이퍼대의 분포는 현실과 일부 다르다. 카이퍼대의 평균 궤도 이심률이 현재 0.7인 데 반해 0.10 ~ 0.13 사이로 계산되며, 이심률이 큰 천체가 충분히 만들어지지 않는다. 차가운 천체 중 회색 천체가 완전히 없다는 사실도 설명하지 못한다. 니스 모형에서 예측한 저이심률 천체의 부족은 역학적으로 차가운 천체가 형성된 장소가 현재 존재하는 장소와 같을 가능성이 있음을 암시한다. 차가운 천체는 뜨거운 천체보다 붉은색이 두드러지게 드러나며, 즉 다른 지역에서 형성되어 구성 성분이 다른 것으로 보인다. 차가운 천체 중에는 이중 천체가 많은데, 해왕성에 의한 섭동을 받았다면 이중으로 남아있지 못할 가능성이 높다. 만약 차가운 천체가 현재 존재하는 위치에서 형성되었다면, 해왕성의 궤도 이심률은 항상 작게 유지되었거나, 천왕성과의 강한 상호작용으로 인해 근일점 세차 운동이 급격히 일어났어야 한다.

### 산란원반 및 오르트 구름
해왕성에 의해 50 AU 바깥쪽으로 산란된 천체는 공명 포획되어 산란원반의 공명 천체를 이루고, 해왕성과의 공명에서 빠져나오면 산란원반 내의 안정한 궤도에 진입한다. 천왕성 및 해왕성의 영향으로 5000 AU 이상으로 크게 산란된 천체는 태양계 행성의 중력적 영향을 거의 받지 않게 되고, 궤도 경사가 비교적 작은 오르트 구름의 안쪽을 이룬다. 이보다 더 바깥쪽으로 간 천체는 궤도 경사가 다양한 오르트 구름의 바깥쪽을 이루며, 다른 항성의 섭동을 받을 수 있다. 목성 및 토성에 의해 산란된 천체는 보통 태양계를 벗어난다. 최초의 미행성대 구성원 중 몇 퍼센트 가량이 이 과정으로 사라진다고 추정된다.

## 수정
니스 모형은 최초 발표 이후 관측 결과와의 차이가 속속히 밝혀지며 많은 수정을 거쳤다. 유체역학적인 계산을 통해 기체 행성은 모두 서로 일련의 궤도 공명으로 포획된다는 것이 밝혀졌고, 또한 목성과 토성의 2:1 궤도 공명을 통해 화성 또한 궤도 공명에 포획되어 내태양계가 불안정해질 정도로 궤도 이심률이 증가할 수 있을 가능성도 나왔다. 다른 지구형 행성 또한 불안정한 기간에 현재의 궤도 수준을 넘는 교란을 겪을 수 있다. 소행성대의 소행성 분포도 궤도 경사가 낮은 천체가 공명으로 제거되기 때문에 실제보다 경사가 큰 천체만 남게 된다. 예측과 관측 사이의 다른 차이점으로는 목성의 불규칙 위성 포획, 토성 위성의 얼음 승화, 카이퍼대의 궤도 경사가 큰 천체 부족, 내부 소행성대의 D형 소행성 존재 등이 있다.
니스 모형에 가해진 최초의 수정은 기체 행성의 위치 조정으로, 기체 원반을 도는 행성은 태양을 향해 이동한다는 유체역학적 계산에 따라 목성 또한 뜨거운 목성과 같은 형태로 태양에 가까워질 수 있지만, 목성과 토성의 궤도 공명이 일어날 시 이 현상은 일어나지 않는다. 이 상태에서 원반 외부에 명왕성 정도 크기 천체가 있었다면 후기에 불안정성이 생길 수 있으며, 이를 통해 행성이 안쪽으로 이동하며 기존 니스 모형과 같은 불안정성이 생긴다. 기존 니스 모형과 다르게 불안정성이 생기는 시점은 미행성대와 행성 간의 거리에는 크게 영향을 받지 않는다. 이 시나리오를 채용한 니스 모형은 흔히 니스 2 모형으로 칭한다.
두 번째 수정은 거대 얼음 행성이 목성과 만나, 목성의 긴반지름이 널뛰게끔 한다는 것으로, 흔히 점핑 주피터 시나리오라고 한다. 외부의 얼음 행성이 먼저 토성을 만나 토성의 궤도를 키우며 안으로 향하고, 이후 목성과 만나 목성의 궤도를 줄이며 바깥으로 산란된다. 결과적으로 기존에 예측된 목성과 토성 간의 부드러운 이동 대신 두 행성의 단계적인 분리가 이루어지며, 지구형 행성 및 소행성대 천체의 이심률을 높이는 궤도 공명의 흐름이 사라지게 된다. 또한 목성은 이 과정 중 스스로 불규칙 위성을 포획할 수 있고, 목성 트로이군도 비슷한 원리로 포획되며 다른 행성이 칭동점을 지나며 트로이군을 흩어놓았다면 트로이군 양 측의 수가 다른 이유도 설명할 수 있다. 소행성대의 천체는 대부분 보존되기 때문에 후기 대폭격은 현재 헝가리아족으로 남아 있는 내부 소행성대 부분이 교란되며 형성된 것으로 보이며, D형 소행성 일부는 얼음 행성이 소행성대를 통과할 때 내부 소행성대에 궤도가 고정되게 된다.

## 5행성 니스 모형
시뮬레이션 상으로 목성을 만난 기체 행성은 자주 태양계 바깥으로 튕겨나간다는 점에서, 초기 태양계에는 기체 행성 5개가 있었으나 불안정성이 심해져 하나가 방출되었다는 가설이 제기되었다.
5행성 니스 모형은 기체 행성이 3:2, 3:2, 2:1, 3:2 순서로 궤도 공명을 이루고, 그 너머에 미행성대가 있는 시점에서 출발한다. 궤도 공명이 깨지는 시점에 해왕성은 행성 간의 접근이 시작되기 전 미행성대 내부인 28 AU까지 이동하며, 이를 통해 원반의 질량이 감소해 목성의 이심률이 유지되게끔 하고 현대 관측에 부합하는 카이퍼대 천체의 궤도 경사 분산이 이루어진다. 불안정성이 심해지는 기간 동안 해왕성은 방출된 행성과만 만나기 때문에 궤도 이심률은 작게 유지되고, 이를 통해 고전적 미행성대가 보전된다. 미행성대의 질량 감소와 명왕성 정도 질량 천체들의 궤도 교란 효과로, 토성의 위성에 있는 얼음의 손실도 감소한다. 공명의 늦은 붕괴와 불안정 상태 이전의 해왕성의 28 AU로의 이동은 니스 2 모형과 부합하지 않는데, 이는 공명 탈출 이후 수백만 년에 걸친 먼지로 인한 행성 이동으로서 설명할 수 있다.
최근 연구 결과에서는 5행성 니스 모형에서는 지구형 행성의 궤도를 재현할 가능성이 낮은 것으로 드러났다. 불안정성이 지구형 행성의 형성 전에 나타났으며 후기 대폭격의 원인이 될 수 없다는 뜻이기도 하지만, 초기 불안정성을 가정함을 통해 얻은 이론적 이점이 소행성대를 보존하기 위한 목성 및 토성의 큰 이동으로 줄어들기도 한다.

## 같이 보기
- 태양계의 형성과 진화
- 그랜드 택 가설
- 후기 대폭격
- 행성 이동